# Бедриківці (Хмельницький район)
Бе́дриківці —  село в Україні, у Городоцькій міській громаді Хмельницького району Хмельницької області. Населення — 983 осіб. До 2020 року орган місцевого самоврядування —  Бедриковецька сільська рада.

## Історія

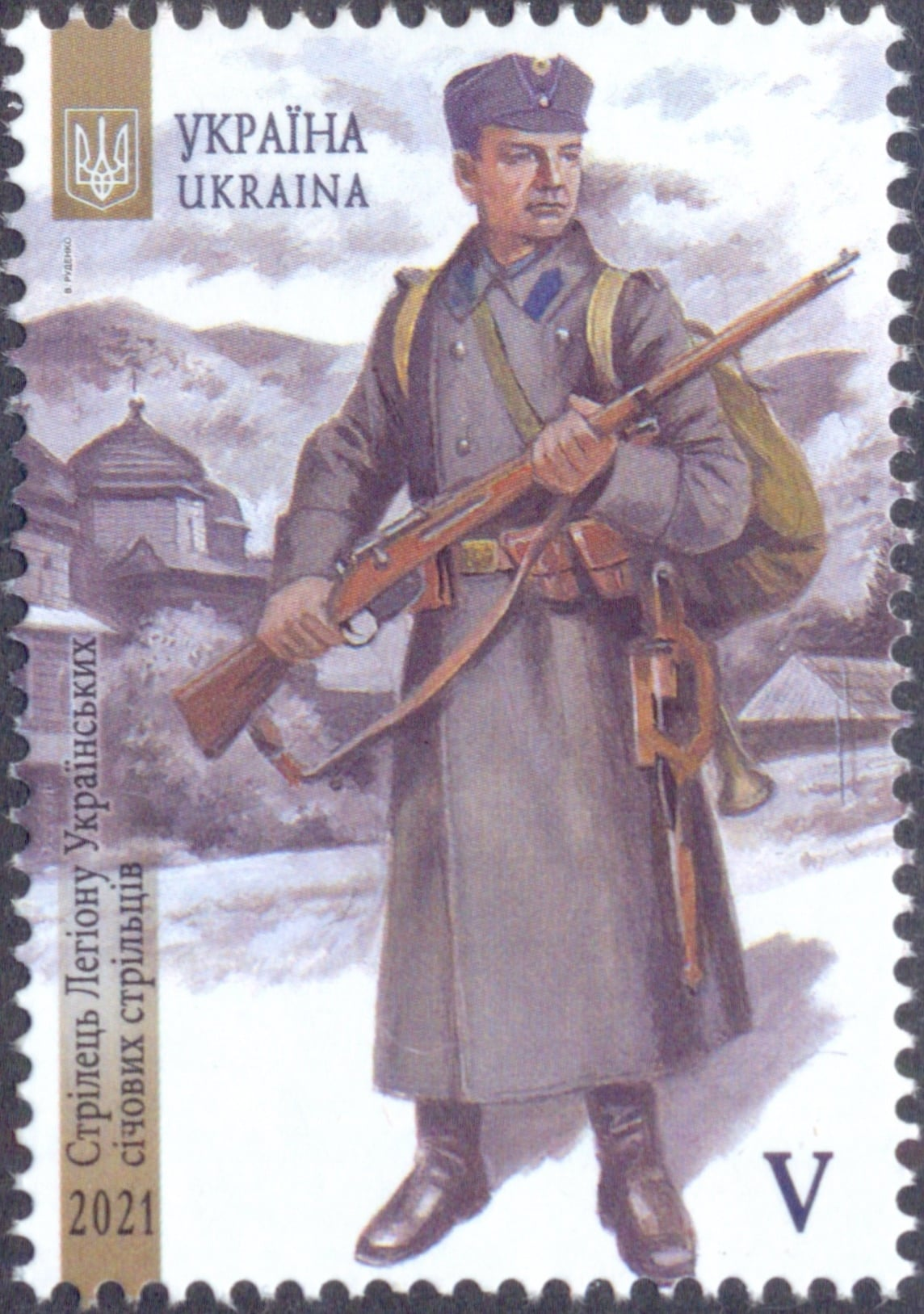
Поштова марка «Стрілець Легіону Українських січових стрільців»

7 (20) листопада 1917 року, відповідно до Третього Універсалу Української Центральної Ради, увійшло до складу Української Народної Республіки.
26 жовтня 1921 року під час Листопадового рейду у Бедриківцях зупинилася на ночівлю Подільська група (командувач — Михайло Палій-Сидорянський) Армії Української Народної Республіки.
12 червня 2020 року, відповідно до розпорядження Кабінету Міністрів України № 727-р «Про визначення адміністративних центрів та затвердження територій територіальних громад Хмельницької області», увійшло до складу Городоцької міської громади.
19 липня 2020 року, в результаті адміністративно-територіальної реформи та ліквідації Городоцького району, село увійшло до складу новоутвореного Хмельницького району.
Розташоване село за 6 км. на північ від райцентру на р.Смотрич, яка розділяє його навпіл. Відоме з 1493року як Бедрихів Городок. Бедрихів Городок часто спустошували татари і він не раз відновлювався. Пізніше тут утворилося два поселення, одне з яких одержало назву Бедриківці, а інше зберегло за собою назву Городок.
Село Бедриківці утворилося із семи хуторів:
         Поселення Заріка – назва походить від того, що воно розташоване на лівій течії річки Смотрич. Із розповідей старожителів, Заріка була центром поселення бедриківчан (хоча окремі версії свідчать, що – Заміщина). Ще цю місцевість називається «Під долиною».
         Через річку Смотрич з центру був побудований деревяний міст і друга сторона поселення стала називатися Заміщина.
         На східній околиці села на горбі поселення називалося Гуральня, там стояли будівлі де  виробляли спирт. Його переробляли на горілку – джерело збагачення і прибутку панів. Залежні селяни від пана зобов’язані були купувати  в нього цю горілку. І від цього пішла назва частини села Гуральня.
         На Заміщені  в’їжджаючи у село  Бедриківці на підвищеній місцевості стояла релігійна споруда, яка називалася фігура і від цього пішла назва частини села Фігура. Тут і до цього часу облаштований куточок,  у якому розміщена статуетка Божої Матері і часто тут  жителі проводять спільні молитви.
         По правому боці річки Шиянка, яка вливається у річку Смотрич є частина села, що має назву Кшинжівка. Існує дві версії походження цієї назви: люди говорять , що тут колись жили ксьондзи, а  потім цю частину заселили люди польської національності,  також до нині тут переважно проживають  віруючі-католики. І тут на самій вищій точці села побудовано божий храм – костьол. Інша версія, що  тут було населення переважно польської національності, а вони читали книги польською мовою, які привозили із Польщі  і можливо назва пішла від польського слова «ксьонжка» (книжка). За часів радянської влади до 1946 року Кшинжівка мала свій колгосп, мала свою землю, свою ферму , були побудовані пташники, у яких утримували і розводили качки, гуси. В 1946 році колгосп було  реформовано і приєднано до Городка.
         На західній частині села по схилах до річки Смотрич розташоване поселення Коноплисько. Тут була можливість вирощувати і обробляти таку культуру, як коноплі, для переробки їх на полотно.. Коноплі вирощували всі селяни села, а на Коноплиську найбільше і раніше всіх. І від тоді це місце де росли і мокли коноплі стало називатися Коноплиськом.
         А ще у Бедриківцях стелиться над річкою місцевість, яку у народі давним-давно нарікли Баюра, через те, що тут постійно стояла вода і утворювалися великі непроходимі калюжі, тобто баюри. Через те і пішла назва Баюра.
          Село  утворилися із багатьох поселень, в яких проживали люди й займалися землеробством, тваринництвом, рибальством та іншими ремеслами.
Із розповідей і подій, що відбувалися, із різних версій, історичних документів дізнаємося, що населення сіл Бедриківці і Новосілки складалося із двох  основних національностей  українців і поляків. Жили бідно, але злагоджено, поважали один одного, дружили і допомагали в чому приходилося, творили добро. Так і живуть в мирі і дружбі до сьогодні.

## Населення

### Мова
Розподіл населення за рідною мовою за даними :
| Мова       | Кількість | Відсоток |
| ---------- | --------- | -------- |
| українська | 973       | 98,98 %  |
| російська  | 9         | 0,92 %   |
| польська   | 1         | 0,1 %    |
| Всього:    | 983       | 100 %    |

## Галерея

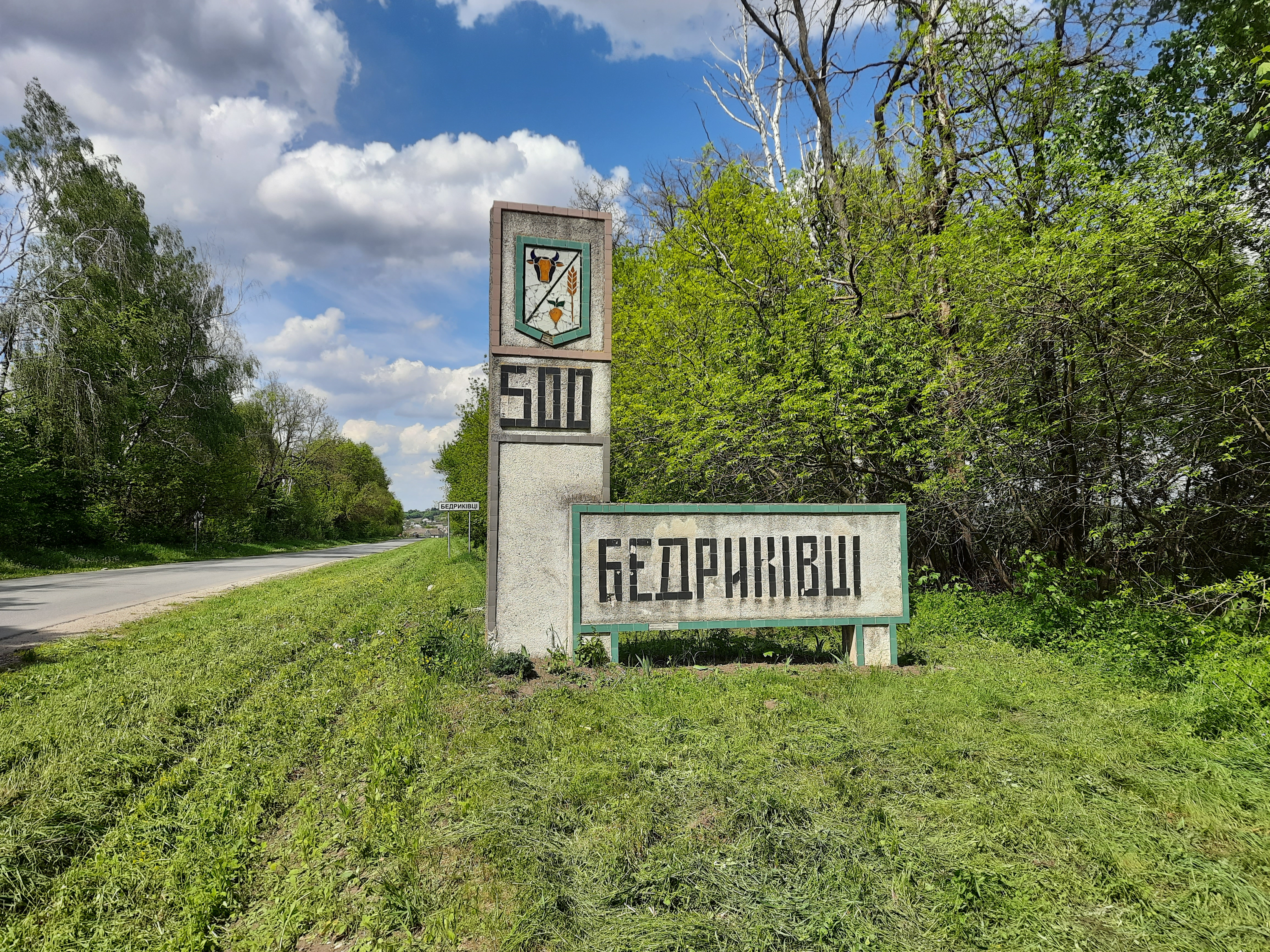
Стела при в'їзді в село
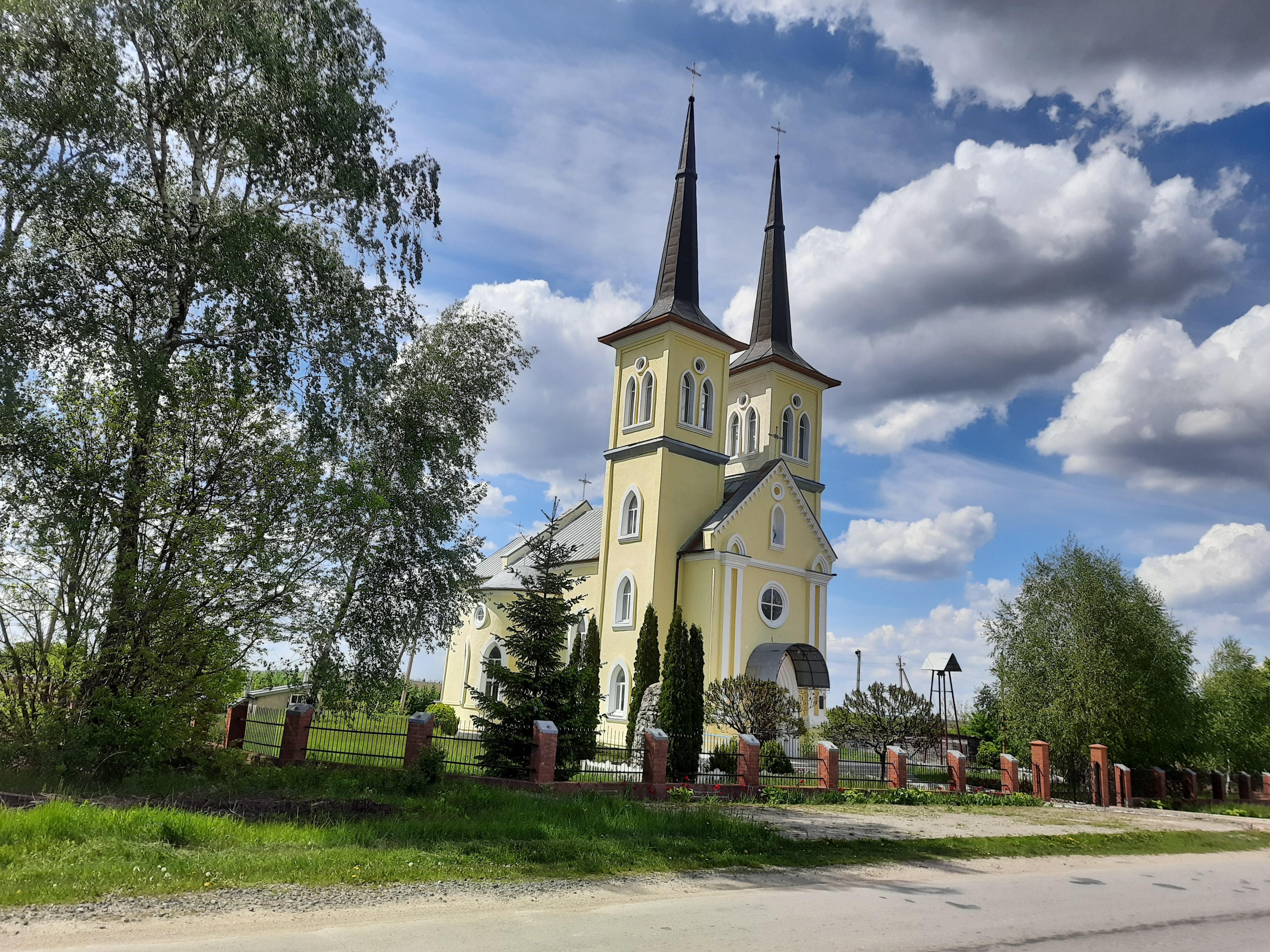
Костел
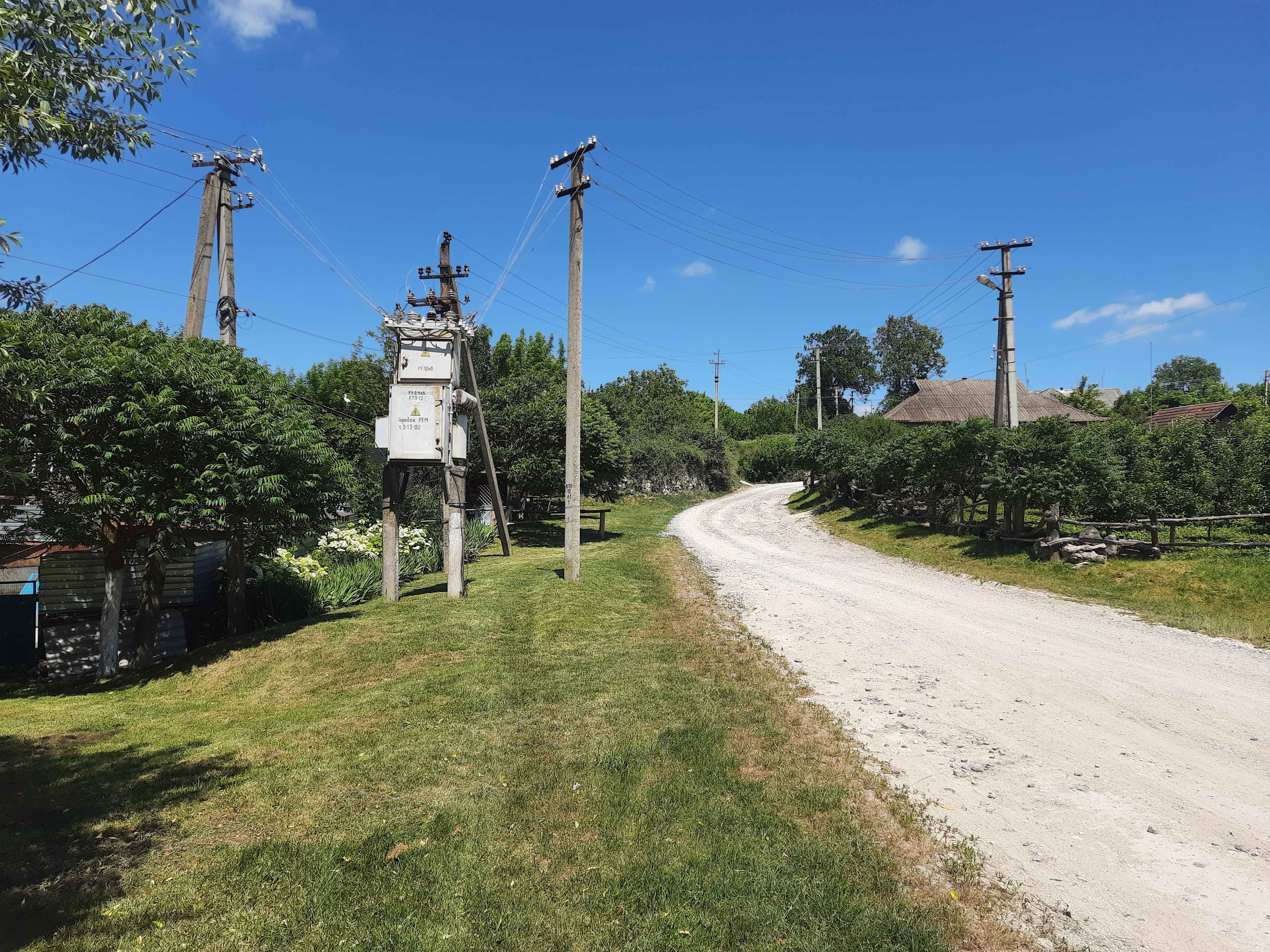
Сільська вулиця
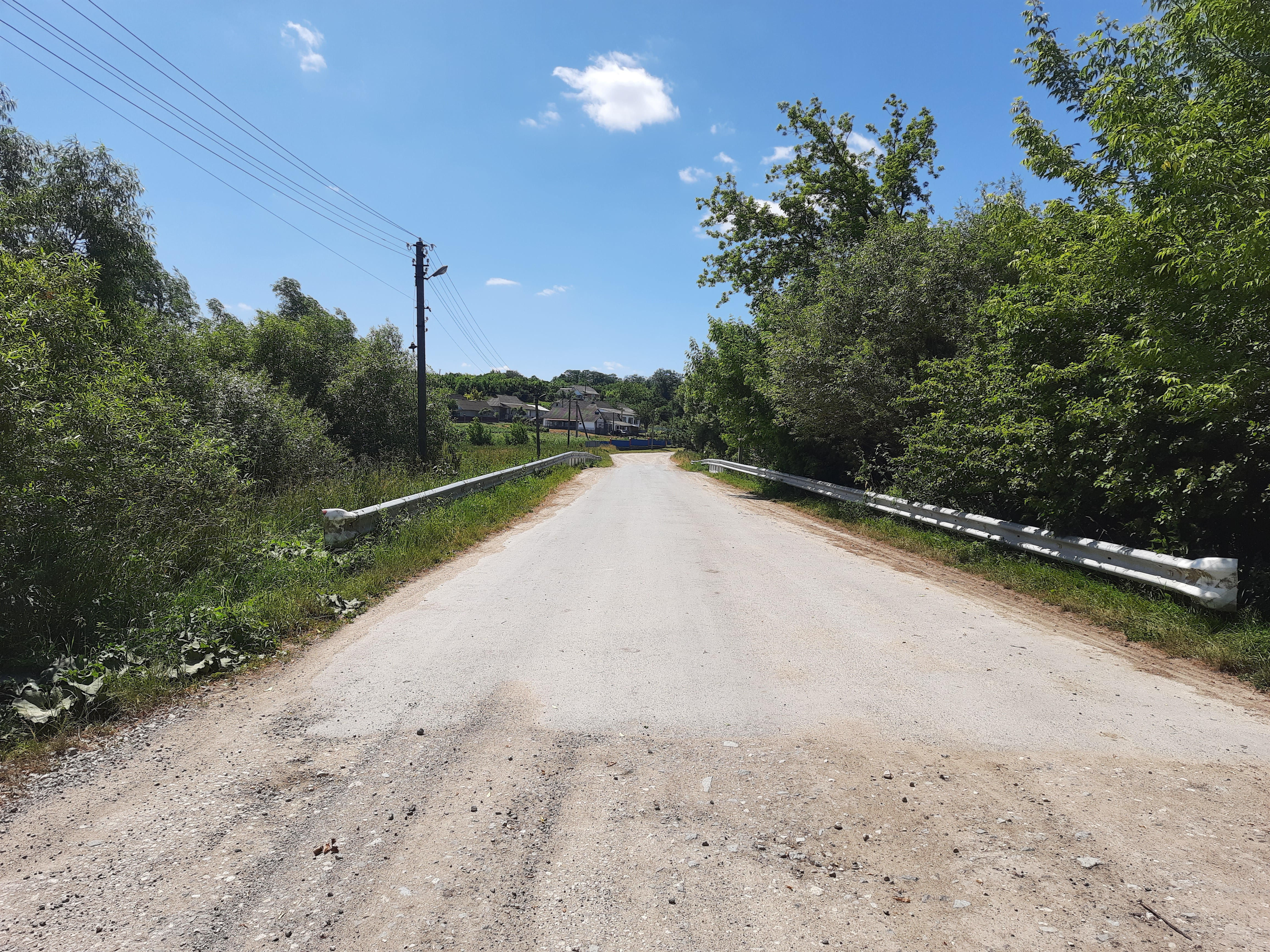
Міст через р. Смотрич
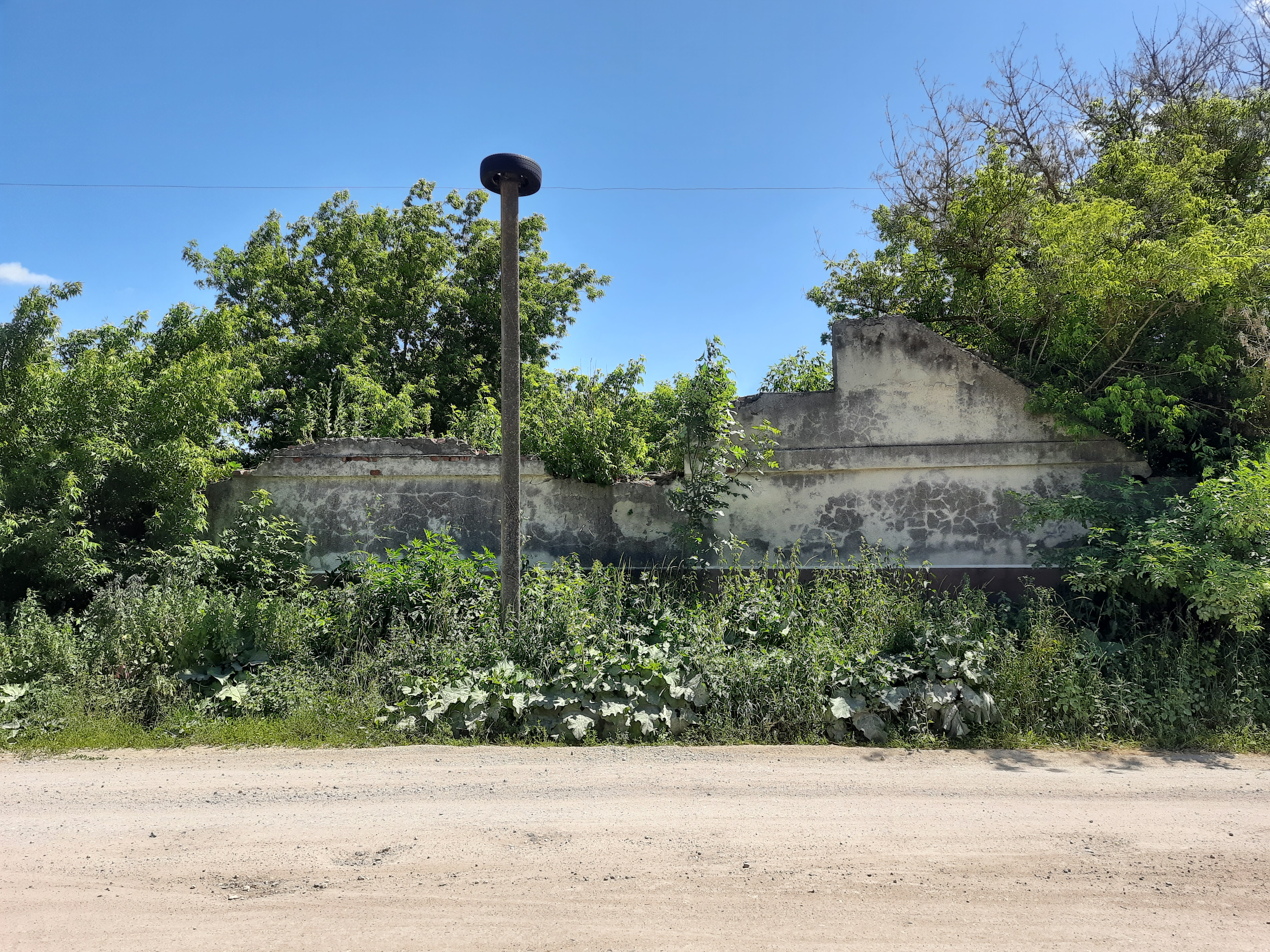
Руїни старого млина
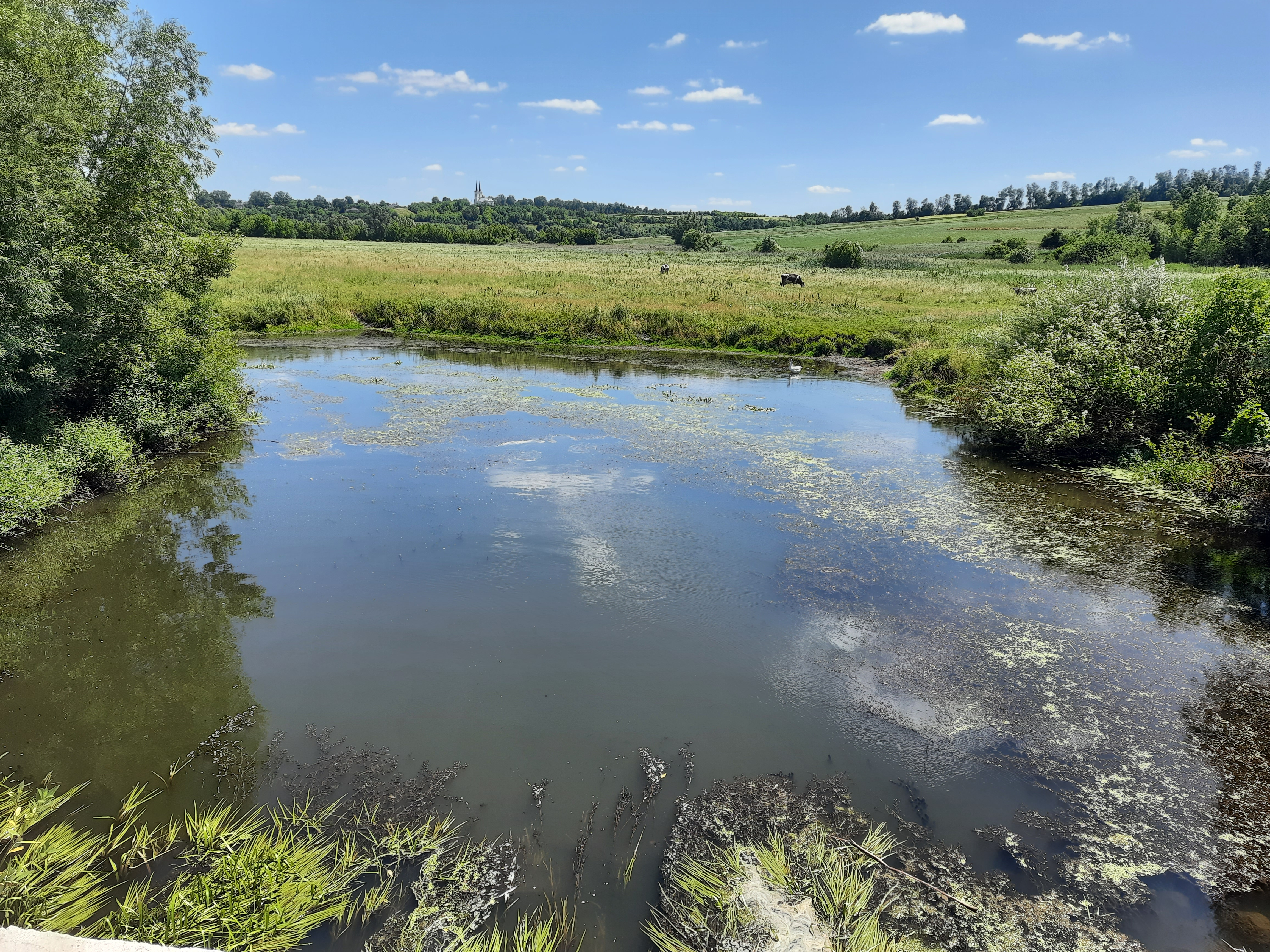
Річка Смотрич